# روي يوحنا
روي يوحنا (بالإنجليزية: Roy John)‏ (29 يناير 1911 المملكة المتحدة - 12 يوليو 1973 المملكة المتحدة) هو لاعب كرة قدم بريطاني سابق كان يلعب كحارس مرمى.